# إليماس
إليماس بار يسوع هو يهودي موصوف في أعمال الرسل، الإصحاح 13 في العهد الجديد. يشار إليه باسم المجوس والذي يترجمه الكتاب المقدس للملك جيمس بقول «ساحر» ونبي كاذب (ψευδοπροφήτης). 